# チャンドラ・チーズボロー
チャンドラ・チーズボロー（Chandra Danette Cheeseborough、1959年1月10日 - ）は、アメリカ合衆国の陸上競技選手。1984年ロサンゼルスオリンピックの金メダリストである。フロリダ州ジャクソンビル出身。

## 経歴
チーズボローは、1970年代後半から1980年代にかけて活躍したアメリカの女子短距離選手である。
1975年に16歳で参加したパンアメリカン競技大会では200mと4x100mリレーで金メダルを獲得。翌年、100mで11秒13の米国ジュニア記録を樹立すると、全米選手権も制覇。1976年モントリオールオリンピックに出場し6位入賞を果たした。
1984年ロサンゼルスオリンピックでは女性選手として初めて、4x100mリレー、4x400mリレーの両種目で金メダルを獲得した。
引退後は、母校のテネシー州立大学のコーチに就任した。

## 自己ベスト
- 100 m - 11.13秒 （1976年）
- 200 m - 21.99秒 （1983年）
- 400 m - 49.05秒 （1984年）